# Spilomicrus antennatus
Spilomicrus antennatus är en stekelart som först beskrevs av Louis Jurine 1807.
Spilomicrus antennatus ingår i släktet Spilomicrus, och familjen hyllhornsteklar. Arten är reproducerande i Sverige.